# Ulli Baum
Ulli Baum (* 25. Oktober 1958 in Hamburg) ist ein deutscher Jazzmusiker (Gesang, Komposition, auch Gitarre).

## Werdegang
Baum studierte Jazzgesang bei Silvia Droste und Judy Niemack und Komposition bei Sigi Busch und Erwin Koch-Raphael. Baum sang zunächst im Jazzchor Hello Music. Seit 2003 war der Bariton als Leiter und Sänger des A-cappella-Quartetts Blackbird unterwegs. Nach der Zusammenarbeit mit dem Rainer Schnelle Trio, mit dem sein Debütalbum Joy & Spirit entstand, konzentrierte Baum sich zunächst auf Bigband-Swing und trat mit der Jomfru-Fanny-Bigband aus Dänemark auf. 2006 stellte er mit seinem Quartett mit dem Pianisten Leonid Volskiy, Drummer Konrad Ullrich und Bassist Felix Weigt das Album Joy & Spirit vor. Aktuell tritt er sowohl im Trio TreeCole mit der Saxophonistin Carin Hammerbacher und dem Kontrabassisten Manfred Jestel von den Bobcats auf, aber auch im Duo mit Leonid Volskiy. Er ist weiterhin als Rhythmuspädagoge aktiv.

## Diskographische Hinweise
- Rainer Schnelle & Ulli Baum Sunny Side (Mons Records 2003)
- Joy & Spirit (Mons Records 2005)[4]

## Lexikalische Einträge
- Jürgen Wölfer: Jazz in Deutschland. Das Lexikon. Alle Musiker und Plattenfirmen von 1920 bis heute. Hannibal, Höfen 2008, ISBN 978-3-85445-274-4.